# Dercino
Nella mitologia greca,  Dercino  ma anche Bergione o Bercino secondo le varie traduzione arrivate a noi, era il nome del fratello di Alebione, figlio del dio dei mari Poseidone, oggetto di un racconto che lo vede coinvolto con Eracle,  nel tempo del mito viveva nella Liguria.

## Il mito
Dercino viveva come pastore con suo fratello in una città della Liguria quando Eracle passò innanzi a lui con le mitiche greggi di Gerione (il pascolo era per una delle sue dodici fatiche, con il quale attraversò l'Europa ) non resistette alla tentazione e lo attaccò insieme al parente, finendo con l'essere ucciso.

### Fonti
- Tzeze, Chil. 2,340 e seguenti
- Pseudo-Apollodoro, Libro II -  5, 10

### Moderna
- Pierre Grimal, Enciclopedia della mitologia 2ª edizione, Brescia, Garzanti, 2005, ISBN 88-11-50482-1. Traduzione di Pier Antonio Borgheggiani